# مقاطعة بوتيتورت (فيرجينيا)
 مقاطعة بوتيتورت  (بالإنجليزية:  Botetourt County)‏ هي إحدى المقاطعات في ولاية فيرجينيا في الولايات المتحدة الأمريكية.

## أعلام
- جون بويل
- جيمس بريكنريدج
- جون جيمس ألين